# Аксу (футбольний клуб)
ФК «Аксу» — казахстанський футбольний клуб з однойменного міста Павлодарської області, базується в Павлодарі. Заснований у 2018 році. Переможець Першої ліги Казахстану 2021 року.

## Історія
Вперше було допущено до участі у Другій лізі Казахстану у 2018 році. 2020 року став переможцем групи 4 Другої ліги. У 2021 році став переможцем Першої ліги і вперше у своїй історії вийшов до елітного дивізіону країни. Перед початком дебютного сезону у Прем'єр-лізі клуб призначив нового тренера, українця Руслана Костишина, який став першим іноземним тренером в історії команди.
За підсумками сезону 2023 року вибув до першої ліги.

## Символіка та форма

### Клубні кольори
| червоний | Синій |

### Екіпірування
| Роки         | Виробники форми |
| ------------ | --------------- |
| 2018-2021    | Nike            |
| 2022 — т. ч. | Puma            |

## Статистика
| Сезон | Ліга                | Місце | І  | В  | Н  | П  | МОЗ | МП | Про |
| ----- | ------------------- | ----- | -- | -- | -- | -- | --- | -- | --- |
| 2018  | Друга ліга          | 15    | 40 | 11 | 10 | 19 | 63  | 93 | 43  |
| 2019  | Друга ліга          | 13    | 32 | 9  | 7  | 15 | 47  | 63 | 35  |
| 2020  | Друга ліга. Група 4 | 1     | 4  | 3  | 1  | 0  | 9   | 2  | 10  |
| 2021  | Перша ліга          | 1     | 22 | 15 | 5  | 2  | 53  | 19 | 50  |

І — ігри, В — виграші, Н — нічиї, П — поразки, МЗ — м'ячі забиті, МП — м'ячі пропущені, О — очок.

## Досягнення

### Командні
Перша ліга
- Переможець: 2021

Друга ліга
- Переможець групи 4: 2020

### Персональні
- Аскар Ажикенов — найкращий гравець та бомбардир Другої ліги сезону 2020.
- Мірас Турлибек — найкращий гравець і бомбардир Першої ліги сезону 2021 року.

## Стадіон
Центральний стадіон Павлодара є головною футбольною ареною міста та домашньою ареною клубу «Аксу». Був збудований у 1947 році. Розміри ігрового поля — 105×68 м, місткість трибун — 11 828 місць, пластикові сидіння, є бігові доріжки.